# Antilocapra pacifica
Antilocapra pacifica (вилоріг тихоокеанський) — вимерлий вилоріг пізнього плейстоцену Каліфорнії.

## Опис
Тихоокеанський вилоріг був описаний у 1991 році з матеріалу, знайденого поблизу дельти річки Сан-Хоакін поблизу Антіоха, Каліфорнія. Хоча він тісно пов'язаний з сучасним вилорогом, він відрізняється особливостями морфології ядра рога, орбіти та скроневої ямки. Тихоокеанський вилоріг також був трохи більшим за свого сучасного родича.